# Mistrovství Evropy ve fotbale 1976
Mistrovství Evropy ve fotbale 1976  se konalo mezi 16. a 20. červnem 1976 v tehdejší Jugoslávii. Bylo to v pořadí páté mistrovství Evropy pořádané UEFA a poslední, jehož závěrečného turnaje se účastnily jen čtyři týmy a na nějž se sama pořadatelská země musela probojovat z kvalifikace. Zápasy se hrály na stadionu Crvené Zvezdy v Bělehradě a stadionu Maksimiru v Záhřebu. Mistrem Evropy se stal tým Československa, který ve finále porazil reprezentaci NSR v penaltovém rozstřelu.
O velkou senzaci se při tomto mistrovství Evropy postarali českoslovenští fotbalisté. Jejich výsledky zahrnovaly čtvrtfinálové vyřazení sovětské reprezentace, která kvůli tomu musela poprvé oželet účast na závěrečném turnaji, a semifinálové zdolání reprezentace Nizozemska a jejích hvězd. Největší překvapení však Čechoslováci připravili celé Evropě tím, že porazili ve finále mužstvo Spolkové republiky Německo, které bylo coby úřadující mistr světa a Evropy turnajovým favoritem. Tato zpráva, spolu se záznamem Panenkova legendárního dloubáčku při rozhodující penaltě, obletěla celý „starý kontinent“. Zklamání zažili nejen favorizovaní Němci, ale také domácí tým Jugoslávie, pro který zbylo pouze čtvrté místo.

## Stupně vítězů
| Zlato                                   | Stříbro  | Bronz      | 4. místo   |
| --------------------------------------- | -------- | ---------- | ---------- |
| Československo – první titul v historii | NSR      | Nizozemsko | Jugoslávie |
| Soupiska                                | Soupiska | Soupiska   | Soupiska   |

## Kvalifikace
Kvalifikace hrané v letech 1974 až 1976 se zúčastnilo 32 reprezentací, které byly rozlosovány do 8 skupin po čtyřech týmech. Ve skupinách se utkal každý s každým doma a venku. Vítězové skupin se následně střetli ve čtvrtfinále, kde se utkali systémem doma a venku o účast na závěrečném turnaji.
- Československo
- Jugoslávie
- SRN
- Nizozemsko

## Stadiony
| Bělehrad                         | Záhřeb                           |
| -------------------------------- | -------------------------------- |
| Stadion Crvena Zvezda            | Maksimir Stadium                 |
| Kapacita stadionu: 54 000 diváků | Kapacita stadionu: 45 000 diváků |
|                                  |                                  |

## Finálový turnaj
|  | Semifinále              | Semifinále            |       |                     | Finále                | Finále |  |
|  |                         |                       |       |                     |                       |        |  |
|  | 16. červen – Záhřeb     |                       |       |                     |                       |        |  |
|  | Nizozemsko              | 1                     |       |                     |                       |        |  |
|  | Československo (prodl.) | 3                     |       |                     |                       |        |  |
|  |                         |                       |       |                     |                       |        |  |
|  |                         |                       |       |                     | 20. červen – Bělehrad |        |  |
|  |                         |                       |       |                     | Československo (pen.) | 2 (5)  |  |
|  |                         | NSR                   | 2 (3) |                     |                       |        |  |
|  |                         |                       |       |                     |                       |        |  |
|  |                         |                       |       |                     |                       |        |  |
|  |                         |                       |       |                     | O třetí místo         |        |  |
|  | 17. červen - Bělehrad   | 17. červen - Bělehrad |       | 19. červen - Záhřeb | 19. červen - Záhřeb   |        |  |
|  | Jugoslávie              | 2                     |       | Nizozemsko (prodl.) | 3                     |        |  |
|  | NSR (prodl.)            | 4                     |       |                     | Jugoslávie            | 2      |  |

### Semifinále
| 16. června 1976                    |                |                  |                                 |
| Československo                     | 3 – 1 (prodl.) | Nizozemsko       | Maksimir, Záhřeb diváci: 17 969 |
| Ondruš 19' Nehoda 114' Veselý 118' |                | Ondruš 77' (vl.) | Maksimir, Záhřeb diváci: 17 969 |

| 17. června 1976         |                |                                  |                                                |
| Jugoslávie              | 2 – 4 (prodl.) | SRN                              | Stadion Crvena Zvezda, Bělehrad diváci: 50 562 |
| Popivoda 19' Džajič 30' |                | Flohe 64' Müller 82', 115', 119' | Stadion Crvena Zvezda, Bělehrad diváci: 50 562 |

### O bronz
| 19. června 1976           |                |                                          |                                |
| Jugoslávie                | 2 – 3 (prodl.) | Nizozemsko                               | Maksimir, Záhřeb diváci: 6 766 |
| Katalinski 43' Džajič 82' |                | Geels 27', 112' Willy van de Kerkhof 35' | Maksimir, Záhřeb diváci: 6 766 |

### Finále
| 20. června 1976       |                |                           |                                                |
| Československo        | 2 – 2 (prodl.) | SRN                       | Stadion Crvena Zvezda, Bělehrad diváci: 30 790 |
| Švehlík 8' Dobiaš 25' |                | Müller 28' Hölzenbein 89' | Stadion Crvena Zvezda, Bělehrad diváci: 30 790 |

|                                      |       | Penaltový rozstřel            |  |
| Masný Nehoda Ondruš Jurkemik Panenka | 5 – 3 | Bonhof Flohe Bongartz Hoennes |  |

Nejlepší střelec (celkem): Givens (Irsko) – 8 gólů

Nejlepší střelec finálového turnaje: Dieter Müller (NSR) – 4 góly

## All-stars[3]

### Jugoslávie 1976
- Ivo Viktor
- Ján Pivarník
- Ruud Krol
- Jaroslav Pollák
- Anton Ondruš
- Franz Beckenbauer
- Rainer Bonhof
- Zdeněk Nehoda
- Dieter Müller
- Antonín Panenka
- Dragan Džajić